# Rivian Automotive, Inc

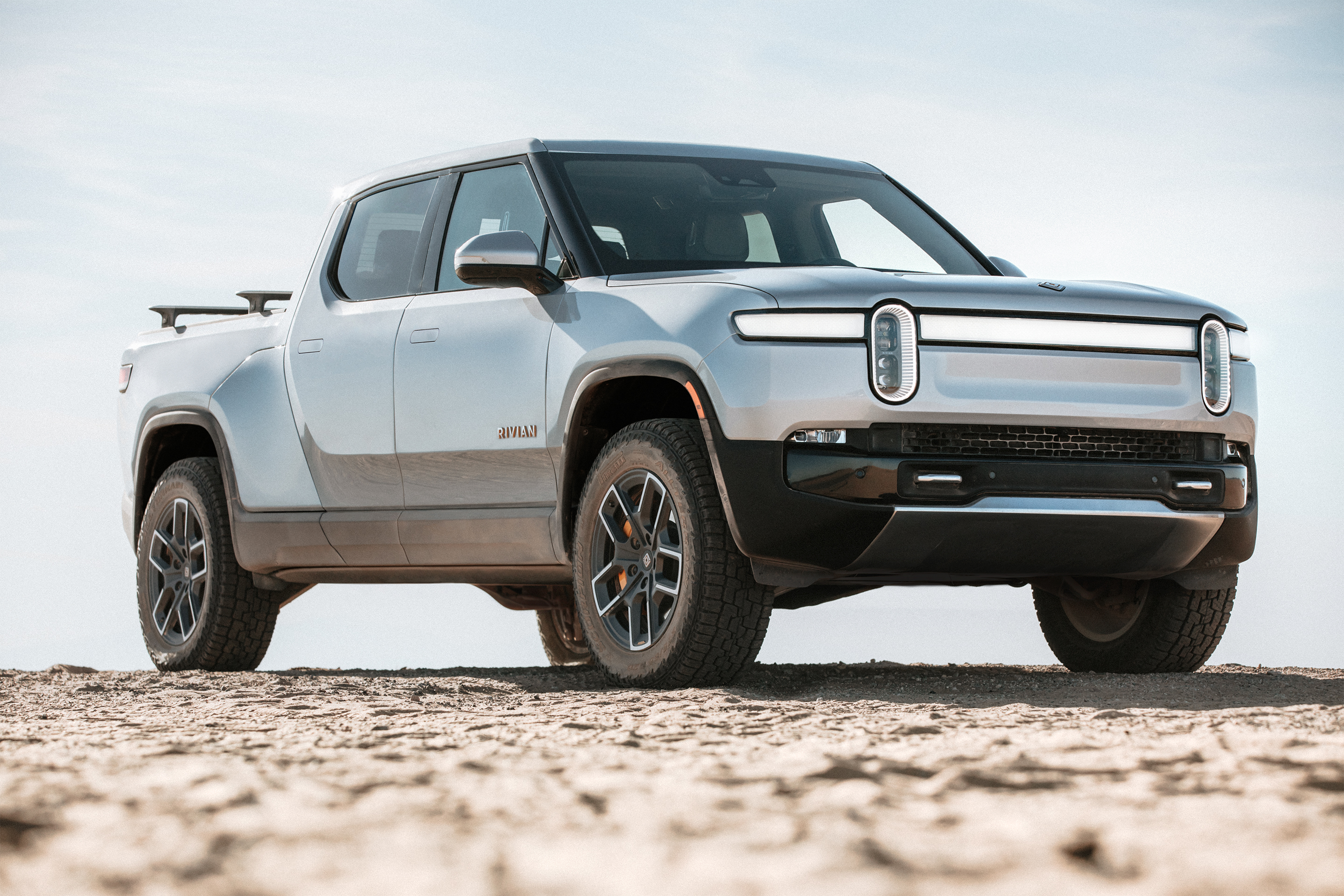
Rivian R1T

Rivian is een Amerikaans automerk dat elektrische pick-ups en SUV's produceert. Het hoofdkantoor staat in Irvine (Californië).

## Geschiedenis
Het bedrijf werd opgericht in 2009 door Robert Scaringe. Aanvankelijk ging de aandacht uit naar de ontwikkeling van een sportwagen, maar mede onder invloed van een investeerder uit Saoedi Arabië werd de focus verlegd naar pick-ups. In 2012 investeerde Abdul Latif Jameel US$ 303 miljoen in het bedrijf en heeft nog altijd 114 miljoen aandelen Rivian in handen. In april 2019 maakte Ford bekend voor US$ 0,5 miljard te investeren in Rivian om samen een elektrische auto te ontwikkelen.
In september 2019 plaatste Amazon.com een order voor 100.000 elektrische bestelwagens bij Rivian. De levering wordt over een aantal jaren uitgesmeerd en de laatste exemplaren komen in 2024 in handen van Amazon. In oktober 2021 werd bekend dat Amazon een aandelenbelang van 20% heeft in Rivian.
In september 2022 maakten Rivian en Mercedes-Benz bekend dat ze gaan samenwerken. Het doel is een joint venture met een gezamenlijke fabriek voor de bouw van elektrische bestelwagens op één van de productiesites van Mercedes-Benz in Centraal of Oost Europa. Nog geen drie maanden later, in december 2022, trapte Rivian op rem. De vorming van een joint venture met Mercedes-heeft minder prioriteit. Rivian wil zich vooralsnog focussen op zijn eigen bestaande producten en zijn klanten in Noord-Amerika.
Rivian heeft plannen voor een tweede fabriek bij Atlanta met een capaciteit van 400.000 voertuigen op jaarbasis. Op 14 november 2023 werd het contract getekend voor de bouw van de fabriek die in 2026 in productie zal komen. Naar verwachting biedt deze fabriek werk aan 7500 mensen.
Op 7 maart 2024 onthult Rivian het nieuwe model R2, een personenauto die kleiner en goedkoper is dan de R1.
In juni 2024 maakte Volkswagen AG zijn intrede als partner en toekomstig grootaandeelhouder. Rivian en Volkswagen worden partners in een joint venture. Rivian brengt haar kennis in op het gebied van elektrische voertuigen. Volkswagen kan die kennis gebruiken voor eigen gebruik en investeert US$ 1 miljard in de joint venture en verleent verder een lening met dezelfde omvang. Bij succes is Volkswagen bereid tot US$ 1 miljard extra te investeren in de joint venture. Verder is Volkswagen bereid aandelen Rivian te kopen ter waarde van US$ 1 miljard in 2025 en 2026, mits aan bepaalde voorwaarden wordt voldaan. Volkswagen krijgt met deze overeenkomst versneld toegang tot technische kennis voor de bouw van elektrische voertuigen en Rivian krijgt geld voor de bedrijfsvoering.

## Activiteiten
Rivian is een beginnende producent van elektrische voertuigen. In september 2021 werd de elektrische Rivian R1T pick-up gepresenteerd en enkele maanden later de Rivian R1S, een Sports utility vehicle (SUV). Beide modellen delen veel onderdelen met elkaar. Rivian is ook bezig met een bestelwagen, Rivian Commercial Vehicle (RCV) of Electric Delivery Van (EDV), die het ontwikkelt in samenwerking met Amazon.com.
Per eind 2023 had Rivian een fabriek in Normal in Illinois met een productiecapaciteit van 150.000 voertuigen per jaar. 
| Jaar | Autoverkopen (in stuks) | Omzet | Nettoresultaat |
| ---- | ----------------------- | ----- | -------------- |
| 2019 | 0                       | 0     | −426           |
| 2020 | 0                       | 0     | −1018          |
| 2021 | 917                     | 55    | −4688          |
| 2022 | 19.412                  | 1658  | −6752          |
| 2023 | 50.112                  | 4434  | −5432          |

### Beursintroductie
Op 10 november 2021 kreeg Rivian een beursnotering op de NASDAQ. Er zijn A en B-aandelen en alleen de A-aandelen hebben een beursnotering gekregen. Elk A-aandeel heeft één stemrecht en een B-aandeel 10. Rivian heeft 135 miljoen A-aandelen aangeboden voor 57 à 62 dollar per stuk. Dat waardeerde het bedrijf aan de bovenkant van de prijsvork in totaal op US$ 60 miljard. Korte tijd later werd de prijsrange verhoogd naar 72 à 74 dollar en uiteindelijk werd de introductieprijs vastgesteld op US$ 78. De opbrengst voor Rivian was US$ 13,5 miljard.
Na de eerste beursdag steeg de beurskoers naar ruim 100 dollar wat het bedrijf zo'n 100 miljard dollar waard maakte. Daarmee was de marktkapitalisatie hoger dan van aandeelhouder Ford (US$ 77 miljard) en General Motors (US$ 86 miljard) terwijl er nauwelijks auto's waren geleverd.